# 京都河原町站
京都河原町站（日语：／ Kyōto-Kawaramachi eki */?）是位於日本京都府京都市下京區四條通河原町，屬於阪急電鐵京都本線的鐵路車站。車站編號是HK-86。本站位於四條通與河原町通相交的四條河原町十字路口正下方。，為阪急電鐵最東端的車站。
本站為京都本線的終點站。由於此站是阪急在京都側的大型終點站，為了強調，車內廣播與各站的車站自動廣播都以「京都河原町（站）」來稱呼（一度單以「河原町（站）」稱呼）。

## 歷史
- 1963年（昭和38年）6月17日：京都本線由大宮站延長至此站[2]。
- 1982年（昭和57年）8月20日：2號線月台延長[5]。
- 2013年（平成25年）12月21日：引入車站編號[2]。
- 2019年（令和元年）10月1日：更名為「京都河原町站」（京都河原町駅）[6]。

## 車站構造

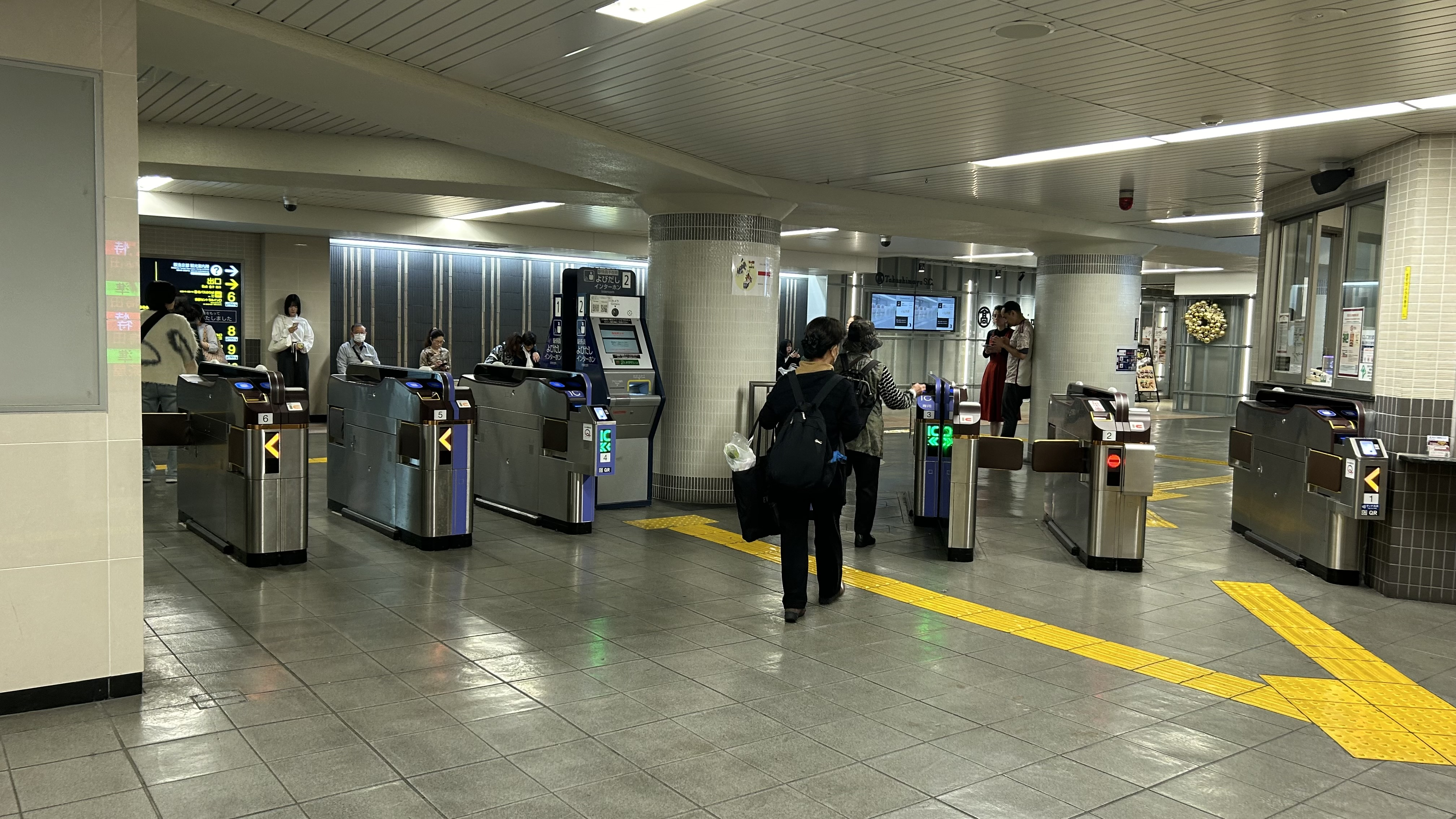
中央驗票閘口

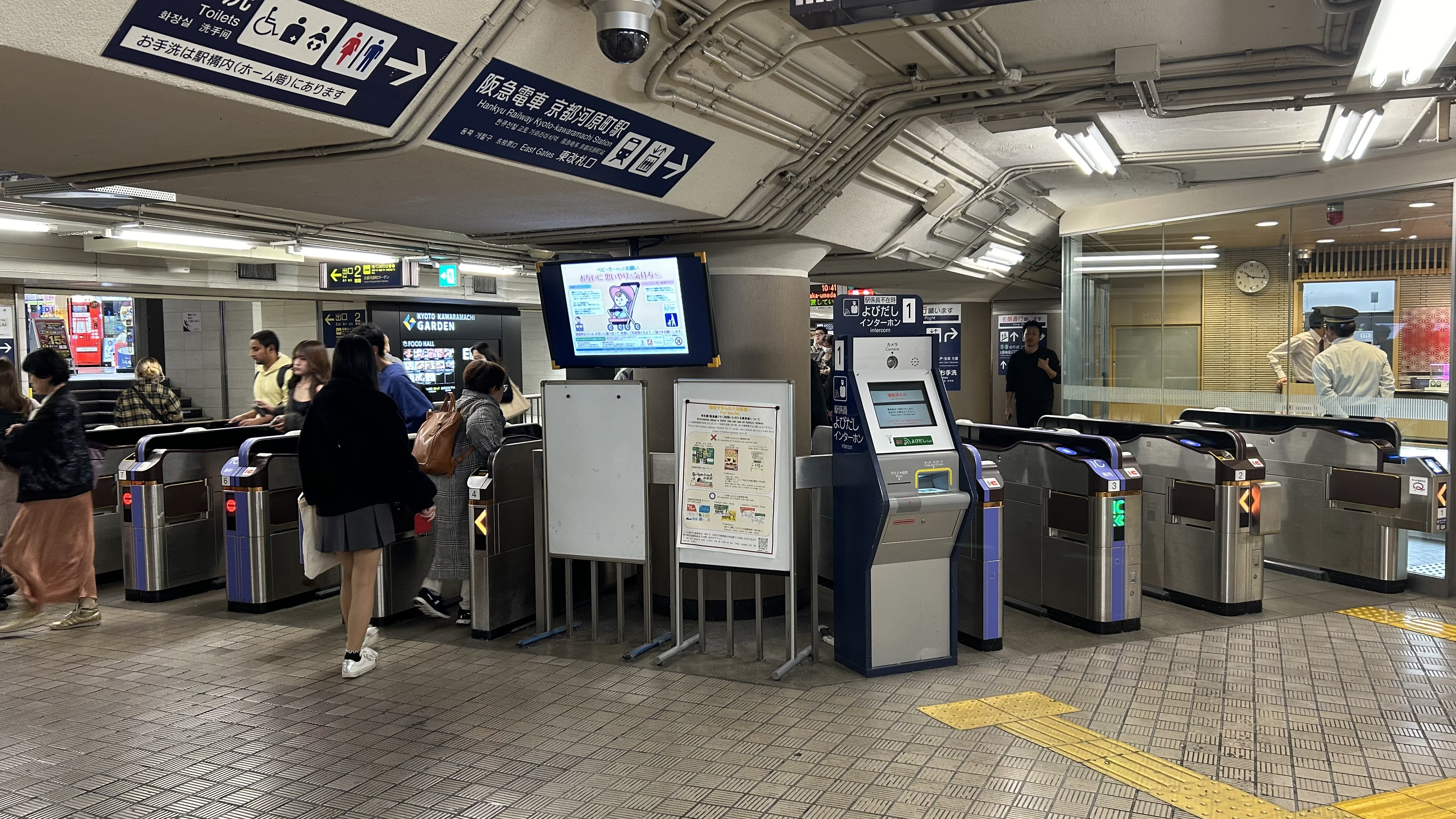
東驗票閘口

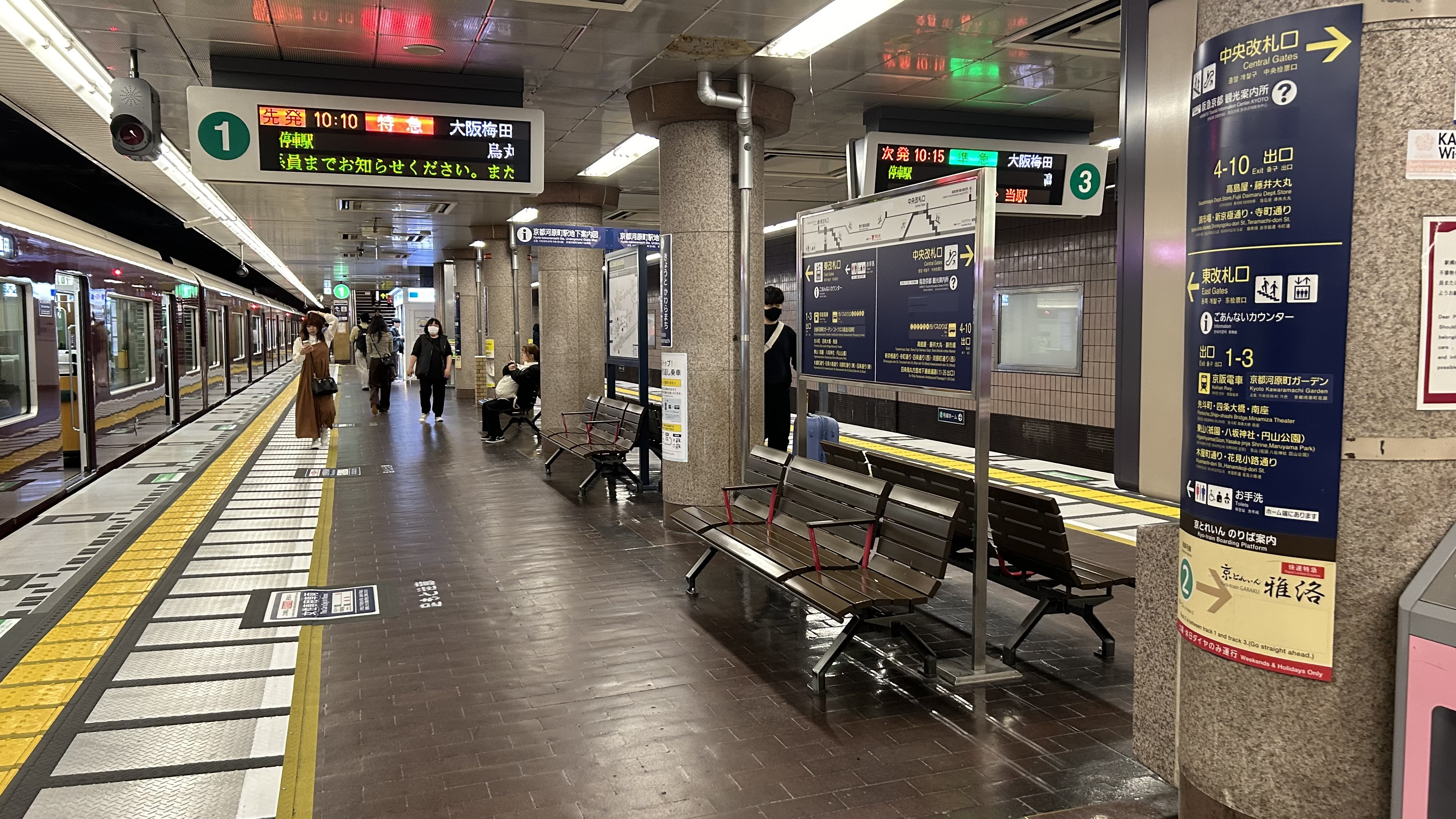
月台

本站為島式月台1面3線的地底車站。3號月台的大阪梅田方向是切欠2號月台。站內共設有2處驗票口，分別設有是東驗票閘口與中央驗票閘口。廁所設於月台東端，併設多功能廁所。

### 月台配置
| 月台 | 路線     | 目的地                                           |
| ---- | -------- | ------------------------------------------------ |
| 1－3 | 京都本線 | 大阪梅田、天下茶屋、北千里、嵐山、神戶、寶塚方向 |

通常只使用1號月台與3號月台。2號月台只在平日早上普通2班、週末假日快速特急與早上普通1班使用。另外，早上繁忙時段折返的回廠列車為了方便入線，以該月台作下車用。
各月台的有效長度分別是1號月台10節長、2號月台7節長、3號月台8節長。當中最長的1號月台，曾經與月台中央分離，形成2個月台形式使用（與京阪本線的淀屋橋站相同）。伴隨長編組化，這個模式停用。

## 利用狀況
2021年（令和3年）的全年平均上下車人次為48,950人，是阪急電鐵全線第6位。
近年的1日平均上車、上下車人次如下表。
| 年度               | 1日平均 上車人次 | 1日平均 上下車人次 |
| ------------------ | ---------------- | ------------------ |
| 1995年（平成07年） | 54,531           |                    |
| 1996年（平成08年） | 76,997           |                    |
| 1997年（平成09年） | 49,312           | 100,474            |
| 1998年（平成10年） | 48,123           | 88,332             |
| 1999年（平成11年） | 47,545           | 89,981             |
| 2000年（平成12年） | 45,857           | 88,607             |
| 2001年（平成13年） | 40,473           | 78,534             |
| 2002年（平成14年） | 38,430           | 75,937             |
| 2003年（平成15年） | 38,164           | 73,592             |
| 2004年（平成16年） | 37,372           | 72,221             |
| 2005年（平成17年） | 38,673           | 73,597             |
| 2006年（平成18年） | 37,890           | 72,838             |
| 2007年（平成19年） | 39,646           | 75,285             |
| 2008年（平成20年） | 43,331           | 81,320             |
| 2009年（平成21年） | 35,947           | 72,345             |
| 2010年（平成22年） | 35,410           | 68,170             |
| 2011年（平成23年） | 35,025           | 66,963             |
| 2012年（平成24年） | 36,860           | 69,923             |
| 2013年（平成25年） | 38,342           | 72,710             |
| 2014年（平成26年） | 37,299           | 71,042             |
| 2015年（平成27年） | 39,508           | 74,645             |
| 2016年（平成28年） | 41,621           | 78,561             |
| 2017年（平成29年） | 44,751           | 84,521             |
| 2018年（平成30年） | 42,203           | 80,268             |
| 2019年（令和元年） | 42,079           | 80,074             |
| 2020年（令和2年）  |                  | 50,039             |
| 2021年（令和3年）  |                  | 48,950             |

## 相鄰車站
阪急電鐵
 京都本線
■快速特急A、■快速特急、■特急、■通勤特急、■快速急行、■快速、■準急、■普通
烏丸（HK-85）－京都河原町（HK-86）

## 外部連結
- 河原町 - 阪急電鐵